# لويس كول (مؤرخ)
لويس كول (بالإنجليزية: Lewis Call)‏‏ (1950 - ) مؤرخ، وأستاذ جامعي من الولايات المتحدة.